# تپه گرده‌رش
تپه گرده رش مربوط به عصر برنز II - هزاره اول قم است و در شهرستان بوکان، بخش مرکزی، دهستان آختاچی، روستای محمودآباد واقع شده و این اثر در تاریخ ۷ اسفند ۱۳۸۵ با شمارهٔ ثبت ۱۷۷۷۰ به‌عنوان یکی از آثار ملی ایران به ثبت رسیده است.